# La cage dorée
La cage dorée è un film del 2013 diretto da Ruben Alves.

## Trama
Maria e José Ribeiro sono una coppia portoghese ormai perfettamente integrata nella capitale francese dove lavorano senza problemi. Alla morte del fratello di José si scopre che la coppia può entrare in possesso di una grossa eredità ma solo se decidono di rientrare definitivamente in Portogallo anche per salvaguardare la continuità dell'impresa di famiglia.
Tutte le persone vicine alla coppia e che hanno sempre approfittato della loro gentilezza cercano in tutti i modi di impedire loro di partire.